# 阿雷纳斯德尔雷伊
阿雷纳斯德尔雷伊（西班牙語：Arenas del Rey）是西班牙安达卢西亚自治区格拉纳达省的一个市镇。总面积117平方公里，总人口1990人（2001年），人口密度17人/平方公里。